# كنيسة مريم الطاهرة
كنيسة دار مريم أو كنيسة مريم الطاهرة (بالاتينية: Maria Immacolata) في بنغازي، ليبيا. هي كنيسة أسستها ارسالية الرهبان الفرنسيسكان سنة 1858. تعتبر أول كنيسة كاثوليكية في المدينة بالعصر الحديث وتم افتتاحها للعبادة في 1877 وتستخدم من قبل الطائفة الكاثوليكية. تم اغلاقها عقب انقلاب سبتمبر 1969 حتى 1976 حيث سُمح بافتتاحها مجدداً ليعاد افتتاحها رسمياً في 8 ديسمبر 1977.
الكنيسة هي أيضاً مقر «أبرشية مريم الطاهرة» أو «النيابة الرسولية في بنغازي» التابعة للفاتيكان. وتعتبر أخر كنيسة لازالت تقدم خدماتها للأقلية المسيحية في المدينة بعد اغلاق الكنيسة الأرثوذكسية اليونانية اثر ثورة 17 فبراير لدواع أمنية.
سبق للكنيسة أن تعرضت لهجوم من أفراد مجهولين أثناء الأحداث التي شهدتها بنغازي في فبراير 2006 ماتسبب في أضرار جسيمة في المبنى.
وفي 17 مايو 2013 وضعت ليلاً عبوة متفجرة بالقرب من باب الكنيسة الرئيسي ما تسبب في أضرار بباب الكنيسة والمحال التجارية المجاورة دون أن يتأذى أحد.

## وصف المبنى
الدخول لهذه الكنيسة من المدخل الرئيسي المطل على شارع فيا تورينو وعند الدخول من فتحة الباب المعقود بعقد نصف دائري، يدخل منه إلى قبو نصف برميلي يؤدي إلى فناء الكنيسة، والذي يوجد به مجموعة من المكاتب في شرق الفناء. 
أما في جنوب الفناء فتوجد قاعة الصلاة، وهي قاعة كبيرة مستطيلة الشكل وتوجد بها ثلاثة إيوانات، يتصدرها الإيوان الرئيسي الذي يرتفع عن أرضية الكنيسة، وإيوان شرقي وآخر غربي وكلاهما يرتفعان عن أرضية الكنيسة. وتغطي هذه الأقبية الثلاث سقف مقبى بأقبية نصفية محمولة على دعائم ملتصقة لها تبجان محلاة بورقة الأكانتوس.